# كوري شنايدر
كوري شنايدر (بالإنجليزية: Cory Schneider)‏ هو لاعب هوكي الجليد سويسري وأمريكي، ولد في 18 مارس 1986 في سالم في الولايات المتحدة.

## وصلات خارجية
- كوري شنايدر على موقع دوري الهوكي الوطني (الإنجليزية)
- كوري شنايدر على موقع EliteProspects.com (الإنجليزية)
- كوري شنايدر على موقع Eurohockey.com (الإنجليزية)
- كوري شنايدر على موقع HockeyDB.com (الإنجليزية)
- كوري شنايدر على موقع Hockey-Reference.com (الإنجليزية)